# Deuterodon longirostris
Deuterodon longirostris är en fiskart som först beskrevs av Steindachner, 1907.  Deuterodon longirostris ingår i släktet Deuterodon och familjen Characidae. Inga underarter finns listade i Catalogue of Life.